# Rosenkopf
Rosenkopf település Németországban, Rajna-vidék-Pfalz tartományban. Lakosainak száma 365 fő (2023. december 31.).

## Népesség
A település népességének változása:
| Lakosok száma | 214  | 359  | 358  | 364  | 371  | 365  |
|               | 1975 | 2017 | 2019 | 2021 | 2022 | 2023 |